# Seán Schemmel
 (juin 2019).
Si vous disposez d'ouvrages ou d'articles de référence ou si vous connaissez des sites web de qualité traitant du thème abordé ici, merci de compléter l'article en donnant les références utiles à sa vérifiabilité et en les liant à la section « Notes et références ».
Sean Schemmel, né le 21 novembre 1968  à Waterloo en Iowa, est un acteur américain.

## Biographie
À l’âge de 12 ans, une petite voix intérieure lui dit « d’apprendre à jouer du cor d’harmonie ». Ce qu’il a décidé de poursuivre professionnellement.
En 1999, il a eu la chance de participer à une séance d’audition pour une nouvelle série intitulée Dragonball Z pour laquelle il a décroché trois rôles, soit ceux de Goku, de King Kai et de Nail. À ce moment, Sean a constaté que non seulement il préférait le doublage au cor, mais qu’il y excellait davantage. Sans hésiter, il a décidé de changer de carrière et de déménager à New York City pour suivre ses rêves. Heureusement, c’est durant la même période qu’il a décroché de nombreux rôles dans des séries populaires comme Pokemon, Yugioh, Yugioh GX, Teenage Mutant Ninja Turtles, Kappa Mikey, Speed Racer, Winx Clubet 12 different thumbs (Thumb Wrestling Federation).    
Sean a également prêté sa voix à de nombreux jeux vidéo comme The Dark Knight Rises (Bruce Wayne/Batman) pour les plateformes iPad, iPhone et Android, tous les jeux Dragonball Z  (Goku, King Kai et Nail), Gangstar Vegaset Strong (Jason), Fallout 4 et Halo. Sean a également travaillé comme réalisateur chez NYAV Post pour qui il a réalisé de nombreuses adaptations anglaises de séries d’anime dont, Space Pirate Mito, Midori Days, Sadamitsu: The Destoyer et Ah! My Goddess. Sean participe à de nombreux événements aux quatre coins du monde. Il est reconnu pour ses conférences à la fois informatives, divertissantes et qui interpellent l’auditoire.   

## Jeux vidéo
- 2020 : Dragon Ball Z: Kakarot : Son Goku (doublage, version anglophone)